# Eスポーツバラエティ ゆるe〜学園
eスポーツバラエティ ゆるe〜学園（イーすぽーつばらえてぃ ゆるイーがくえん）は、秋田朝日放送で2020年11月20日より毎月第3・4土曜日 15:30 - 16:00（JST）に放送している、バラエティ番組である。

## 概要
- 競技化され、いまや遊びではなくなってきているゲーム「eスポーツ」の魅力をYouTubeでも配信している品川祐とともに伝える。そして、秋田県eスポーツ連合との指導により、操作方法や対戦方法などのゲームの魅力や給食と称し、おいしい食べ物等を紹介する。期間限定でYouTubeにおいても配信している。
- 第1シーズンは毎月テーマを設け、第三週はオープニングで弭間のテーマに沿ったボケ脚本を演じ、品川が優しい目でそれを見届けるという演出から始まる。
  - 第四週に関してはゲストを迎えて、チーム戦で対戦する。
- 2022年3月26日には、「学園祭」と銘打って実況ライブいベントを開催。YouTubeでもライブ配信した。その前日には、秋田県立仁賀保高等学校のeスポーツ部に行き、練習試合をしたり、にかほ市の観光も放送された。
- 2025年4月19日（第107回）より、第三・第四土曜日 0時15分 - 0時45分（金曜深夜）の放送から毎月第三・第四土曜日 15時30分 - 16時00分に変更[1]

### ミニコーナー
給食TIME（一部、休止の回あり）
秋田の食材、およびお勧めのお店の手軽メニューを食す。
このグッズe-ね（第10回まで）
ゲームを快適にするためのアイテムやハードを紹介していたが、紹介する内容が少なく、放送回数としては少なく終わった。
ハズMAXのぶっこみMAX！（一部、休止回あり）
ゲストの周辺情報からいいこと悪いことを紹介する

## 出演者

### プレーヤー・進行・レギュラー
- 品川祐（品川庄司）-- プレイヤー[注釈 1]
- 中島千歩（秋田朝日放送アナウンサー・第83回 -）-- MC・プレイヤー
- 根本圭子（秋田県eスポーツ連盟）-- 講師（放送開始 - 第15回、第25回-第81回）
  - TAKA＆スケダイ（第5回）-- 特別講師
- れもん（秋田ライジングウォーズ）-- 講師（第16回 -不定期出演 ）
- くらもちひろゆき -- ナレーション（「架空の劇団」代表）
- 佐々木李子（第57回、テーマソング）
- 庄司智春（品川庄司・準レギュラー 第65回 - 第68回）[注釈 2]
- 弭間花菜（当時秋田朝日放送アナウンサー・第1回 - 第82回）-- MC・プレイヤー[注釈 3]

### プレイヤーゲスト
| - ハイキングウォーキング（第2回） - バイク川崎バイク（第3・4・50回） - バンビーノ（第6回） - 鬼越トマホーク（第8回・第68回） - ジョイマン（第10回） - 大西ライオン（第12回・第41回・第42回） | - フルーツポンチ（第13・14回） - 平成ノブシコブシ（第15・16回） - ロッシー（第18・35・36・99回） - コロコロチキチキペッパーズ（第20回） - 次長課長（第22回） - とにかく明るい安村（第24回）                                       | - はんにゃ（第26回） - 板倉俊之（インパルス）（第28回、第48回） - 菅良太郎（パンサー）（第28回） - しずる（第30・77・78回） - ガリットチュウ（第32回） - 山本博（ロバート）（第34回、第54回） |
| - 仁賀保高校eスポーツ部の皆さん（第36回） - スリムクラブ（第38回） - コットン（第40回） - 2700（第42回）                                                                                     | - ななまがり（第46回） - R藤本（第50回） - ガーリィレコード（第52回） - ネルソンズ（第56回） | - おかずクラブ（第57回・第58回・第80回） - 田村裕（第59・60回） - ムーディ勝山（第62回） - COWCOW（第64回） - 庄司智春（第65・66回） - インディアンス（第70回）                               |
| - おばたのお兄さん（第72回） - エハラマサヒロ（第74回） - 原西孝幸（第75・76回） - 大自然（第81回・第82回） - 千原せいじ（第83回・第84回） - ワッキー（第85回・第86回）                      | - 金井鉄馬（秋田朝日放送アナウンサー、第86回） - ちぇす、きり亭たん方、さとーこうすけ（第88回） - 横手高校演劇部（第90回） - 仙北市のこどもたち（第92回） - 裏切りマンキーコング（第93回・第94回） - マテンロウ（第95回・第96回） | - 秋田大学クイズ研究会（第98回） - 青木マッチョ（第99・100回） - 秋田県立大学の皆さん(103 - 106回) - 水田信二（第107 - 110回）                                                                |

## 放送日と時間・タイトル・給食TIME等
- 毎月第3・4土曜日 0:15 - 0:45（金曜深夜）

### 第1回 - 第82回 (第一シリーズ）
| 回 | 放送日               | タイトル                                     | 給食TIME                                                 | YouTube配信時間                           | 授業内容                                                                            |
| -- | -------------------- | -------------------------------------------- | -------------------------------------------------------- | ----------------------------------------- | ----------------------------------------------------------------------------------- |
| 1  | 2020年11月20日       | あの話題の転校生がやってきた!                | 鮭とば                                                   | 2020年11月21日0:30 - 2020年12月4日18:00   | ストリートファイターⅤ チャンピオンエディション                                      |
| 2  | 2020年11月27日       | 波動拳としゃがみパンチは禁止                 | カルーラース 鬼ぴよカレー                                | 2020年11月28日0:30 - 2020年12月11日18:00  | ストリートファイターⅤ チャンピオンエディション                                      |
| 3  | 2020年12月18日       | 楽しいと苦しいの先のある世界                 | ゼッキーニ                                               | 2020年12月19日0:30 - 2021年1月1日18:00    | ぷよぷよeスポーツ                                                                   |
| 4  | 2020年12月24日       | ご覧あれ！秋田の階段積み                     | 学生調理                                                 | 2020年12月25日01:00 - 2021年1月8日18:00   | ぷよぷよeスポーツ                                                                   |
| 5  | 2021年1月22日        | 細かいことを私に聞かないで!                  | キュードサンド ブリトー                                  | 2021年1月23日1:00 - 2021年2月4日18:00     | ウイニングイレブン 2021                                                             |
| 6  | 2021年1月29日        | オフサイドはよくないよ                       | 大張野豚の燻製みそ仕立て                                 | 2021年1月30日 0:30 - 2021年2月11日 18:00  | ウイニングイレブン 2021                                                             |
| 7  | 2021年2月19日        | 俺、なんでセス選んだんだろう!?               | いぶりがっこラーメン                                     | 2021年2月20日1:00 - 2021年3月11日18:00    | ストリートファイターⅤ チャンピオンエディション                                      |
| 8  | 2021年2月26日        | ルール無用！弭間無双！！                     | チョロギの梅酢漬け                                       | 2021年2月27日1：00 - 2021年3月11日18:00   | ストリートファイターⅤ チャンピオンエディション                                      |
| 9  | 2021年3月19日        | 絵に描いたような太鼓の達人                   | イチゴわらび餅                                           | 2021年3月20日1:00 - 2021年4月2日 18:00    | 太鼓の達人 Nintendo Switchば～じょん!                                               |
| 10 | 2021年3月26日        | リモート不慣れですいまめーん                 | 白神あわび茸と比内地鶏 ーご飯のお供ー                    | 2021年3月27日1:00 - 2021年4月9日18:00     | 太鼓の達人 Nintendo Switchば～じょん!                                               |
| 11 | 2021年4月16日        | 心機一転"弭間"改め・・・                     | 本日のラザニア                                           | 2021年4月17日1:00 - 2021年4月30日 18:00   | モンスターハンターライズ                                                            |
| 12 | 2021年4月23日        | 猛獣お供にひと狩り行こうぜ！                 | うどんそば自販機 パウンドケーキ                          | 2021年4月24日1:00 - 2021年5月8日18:00     | モンスターハンターライズ                                                            |
| 13 | 2021年5月21日        | 預言者 現る                                  | みずのコロコロ玉っ子                                     | 2021年5月22日1:00 - 2021年6月12日18:00    | 桃太郎電鉄 昭和平成令和も定番!                                                      |
| 14 | 2021年5月28日        | 1回右行ったら終わり                          | 大吟醸酒粕 雪の茅舎バームクーヘン                        | 2021年5月29日2:00 - 2021年6月11日18:00    | 桃太郎電鉄 昭和平成令和も定番!                                                      |
| 15 | 2021年6月18日        | マイナス2％の男                              | じゅんさい                                               | 2021年6月19日0:45 - 2021年7月9日18:00     | マリオカート8 デラックス                                                            |
| 16 | 2021年6月25日        | 秋田代表 ポンのコツ                          | お菓子になったきりたんぽ                                 | 2021年6月26日1:00 - 2021年6月11日18:00    | マリオカート8 デラックス                                                            |
| 17 | 2021年7月23日        | できれば…喋ってくれる?                       | まんまけぇ                                               | 2021年7月24日1:00 - 2021年8月6日18:00     | モンスターハンズライズ                                                              |
| 18 | 2021年7月30日        | ハンターランク66? 6.6!?                      | かづの牛ジャーキースライス15g                            | 2021年7月31日1:00 - 2021年8月13日18:00    | モンスターハンズライズ                                                              |
| 19 | 2021年8月20日        | 私も成長させてください。                     | ニテコサイダー                                           | 2021年8月21日 3:00 - 2021年9月3日 18:00   | くにおくん ザ・ワールド クラシックコレクション                                      |
| 20 | 2021年8月27日        | 世界のナダルとときどきせいじさん             | パンプキンパイ                                           | 2021年8月28日0:45 - 2021年9月10日18:00    | くにおくん ザ・ワールド クラシックコレクション                                      |
| 21 | 2021年9月18日        | せっかち君に会えるまで・・・                 | すいか糖                                                 | 2021年9月18日1:00 - 2021年10月1日18:00    | スーパーボンバーマン R オンライン                                                   |
| 22 | 2021年9月24日        | ひきずり回して こねくり回す                  | 秋田十文字中華そば                                       | 2021年9月25日0:45 - 2021年10月8日18:00    | スーパーボンバーマン R オンライン                                                   |
| 23 | 2021年10月15日       | とにかく勝ちたいれもん先生                   | ぎばさ                                                   | 2021年10月16日1:00-2021年10月29日18:00    | eBASE BALL プロ野球スピリッツ2021 グランドスラム                                    |
| 24 | 2021年10月22日       | とにかくやめてよ バックホーム                | どじょう唐揚げ                                           | 2021年10月25日0:45 - 2021年11月5日18:00   | eBASE BALL プロ野球スピリッツ2021 グランドスラム                                    |
| 25 | 2021年11月19日       | 私は コメントプレデター                      | バター餅                                                 | 2021年11月20日0:45 - 2021年12月3日 18:00  | Apex Legends                                                                        |
| 26 | 2021年11月26日       | そして伝説になった                           | 粒あんグッティ                                           | 2021年11月27日0:45- 2021年12月10日18:00   | Apex Legends                                                                        |
| 27 | 2021年12月17日       | 先生に叱られちゃった（リアルガチ）           | お湯を注ぐだけの稲庭うどん カップ入り                    | 2021年12月18日0:45 - 2022年1月6日 18:00   | Apex Legends                                                                        |
| 28 | 2021年12月24日       | わたし根に持つタイプです。                   | 味付熊肉                                                 | 2021年12月25日1:15- 2022年1月12日18:00    | Apex Legends                                                                        |
| 29 | 2022年1月21日        | 私のことも応援して！                         | こがねしょうが                                           | 2022年1月22日1:00 - 2022年2月3日18:00     | ぷよぷよテトリス2                                                                   |
| 30 | 2021年1月28日        | 弭間が説明しねぇんだよ                       | 生はちみつ食パン 秋田薔薇園産ガリカ薔薇ジャム            | 2022年1月29日 0:45 - 2021年2月11日 18:00  | ぷよぷよテトリス2                                                                   |
| 31 | 2022年2月18日        | 先生セコいから 私もセコくなる                | サキホコレ炭火手焼き煎餅                                 | 2022年2月19日1:00 - 2022年3月4日18:00     | スーパーボンバーマン R オンライン                                                   |
| 32 | 2022年2月25日        | 必見!先輩&ハズMAXの神連携!!                  | 比内地鶏くんせい ・あぶり焼きスライス ・ペッパースライス | 2022年2月26日1:00 - 2022年3月11日18:00    | スーパーボンバーマン R オンライン                                                   |
| 33 | 2022年3月18日        | ハズMAXは譲らない                            | ばっけみそ                                               | 2022年2月19日1:00 - 2022年4月1日18:00     | スーパーボンバーマン R オンライン                                                   |
| 34 | 2022年3月25日        | 今言う！？ 前代未聞の決断                    | ぷれすでなまはげはたはた姿せんべい                       | 2022年3月26日1:00 - 2022年4月8日18:00     | スーパーボンバーマン R オンライン                                                   |
| 35 | 2022年4月15日        | 今週は初外ロケ!にかほ市で遠征試合!           | なし                                                     | 2022年4月16日1:00 - 2022年4月29日18:00    | [ 注釈 12 ]                                                                         |
| 36 | 2022年4月22日        | 特別編 vs仁賀保高校eスポーツ部               | なし                                                     | 2022年4月23日1:00 - 2022年5月6日18:00     | ストリートファイターⅤ チャンピオンエディション ぷよぷよeスポーツ                    |
| 37 | 2022年5月20日        | これが世界                                   | 白神生ハム                                               | 2022年5月21日1:00 - 2022年6月4日18:00     | MARIOKART8 DELUXE                                                                   |
| 38 | 2022年5月27日        | 愛のマリオカート                             | いちじくの甘露煮                                         | 2022年5月28日1:00 - 2022年6月11日18:00    | MARIOKART8 DELUXE                                                                   |
| 39 | 2022年6月17日        | やめないで！ハズMAX                          | 豚なんこつキーマカレー                                   | 2022年6月18日1:00 - 2022年7月1日18:00     | eBASEBALLパワフルプロ野球2022                                                       |
| 40 | 2022年6月24日        | ヒロシ選手はワンポイント使い                 | ババヘラカップアイス                                     | 2022年6月25日1:00 - 2022年7月8日18:00     | eBASEBALLパワフルプロ野球2022                                                       |
| 41 | 2022年7月22日        | 男鹿市へプチ、修学旅行                       | 男鹿産の天然海の幸を使った石焼鍋定食                     | 2022年7月23日0:45－2022年8月5日18:00      | [ 注釈 13 ]                                                                         |
| 42 | 2022年7月29日        | 男鹿海洋高校郷土芸能部と交流!!               | なし                                                     | 2022年7月30日0:45 - 2022年8月12日18:00    | 太鼓の達人                                                                          |
| 43 | 2022年8月19日        | そのプレー なんかイライラする                | さなづらゼリー                                           | 2022年8月20日1:30-2022年9月2日18:00       | Apex Legends                                                                        |
| 44 | 2022年8月26日        | ハズMAXはヤバいです。                        | 秋田 比内地鶏 たまご すらいすばあうむ                    | 2022年8月27日0:45 - 2022年9月9日18:00     | Apex Legends                                                                        |
| 45 | 2022年9月23日        | そんなに真剣にやるゲームでもない             | 四ツ小屋 幸福朗                                          | 2022年9月24日0:45 - 2022年10月7日18:00    | スーパー野田ゲーWORLD                                                               |
| 46 | 2022年9月30日        | 髪型がハンニバル                             | 葡萄のしずく                                             | 2022年10月1日0:45 - 2022年10月14日 18:00  | スーパー野田ゲーWORLD                                                               |
| 47 | 2022年10月21日       | プレー中は腹から声を出すこと                 | いぶりカリッキー                                         | 2022年10月22日1:00 - 2021年11月4日 18:00  | Apex Legends                                                                        |
| 48 | 2022年10月28日       | 私ですか?                                    | 手塩にかけた塩レモン 50g                                 | 2022年10月29日0:45 - 2022年11月11日 18:00 | Apex Legends                                                                        |
| 49 | 2022年11月18日       | 察しのいい彼と 自由な彼女                    | （テーマソングのお知らせ）                               | 2022年11月19日0:45 - 2022年12月2日18:00   | Goonect                                                                             |
| 50 | 2022年11月26日 14:00 | ソイソイ                                     | まちこ姉さんのごま餅                                     | 2022年11月26日15:00 - 2022年12月9日18:00  | Goonect                                                                             |
| 51 | 2022年12月16日       | チュートリアルに最適                         | 大学病院の先生が考えたサプリ饅頭                         | 2022年12月17日0:45 - 2023年1月6日18:00    | オバケイドロ                                                                        |
| 52 | 2022年12月24日 14:30 | 品川?利根川?                                 | パネトーネ                                               | 2022年12月24日15:00 - 2023年1月13日18:00  | オバケイドロ                                                                        |
| 53 | 2023年1月20日        | そのプレー なんかイライラする                | （学園祭開催のご案内）                                   | 2023年1月21日1:00-2023年2月2日18:00       | Apex Legends                                                                        |
| 54 | 2022年1月27日        | 激闘！Apex対戦!!                             | ホルモン定食 チャーハン                                  | 2023年1月28日0:45－2023年2月10日18:00     | Apex Legends                                                                        |
| 55 | 2023年2月17日        | 収録中です 静かに                            | エクレア                                                 | 2023年2月18日1:00-2023年3月3日18:00       | スーパー野田ゲー World                                                              |
| 56 | 2022年2月24日        | ホントは俺の方がうまい                       |                                                          | 2023年2月25日0:45－2023年3月10日18:00     | スーパー野田ゲー World                                                              |
| 57 | 2023年3月17日        | ゆるe学園in東京                              | [ 注釈 16 ]                                              | 2023年3月18日1:00-2023年4月7日18:00       |                                                                                     |
| 58 | 2022年3月24日        | 芸歴27年で皿洗い                             |                                                          | 2023年2月25日0:45－2023年4月14日18:00     | Over cooked                                                                         |
| 59 | 2023年4月21日        | ゆるe学園in秋田 能代市 三種町                | 馬鍋定食・馬刺定食（1,430円） 馬トロ丼（1,320円）        | 2023年4月22日1:00-2023年5月6日18:00       |                                                                                     |
| 60 | 2022年4月28日        | 大接戦!アドバンテ〜ジ!                       |                                                          | 2023年4月29日0:45－2023年5月12日18:00     | Nintendo Switch Sports                                                              |
| 61 | 2023年5月19日        | スライムは好きですか?                        | いぶりがっこのタルタルディップ                           | 2023年5月20日1:00-2023年6月2日18:00       | ヒューマンフォールフラット                                                          |
| 62 | 2023年5月26日        | 右から左へ受け流せ                           | 大人の羊羹                                               | 2023年5月27日0:45-2023年6月9日18:00       | ヒューマンフォールフラット                                                          |
| 63 | 2023年6月16日        | 愛は地球を救う？？                           | 豆腐かすてら                                             | 2023年6月17日1:00-2023年6月30日18:00      | ま〜るい地球が四角くなった!? デジボク地球防衛軍 EARTH DEFENSE FORCE: WORLD BROTHERS |
| 64 | 2023年6月23日        | 多田さんにはトゲがあ〜る                     | アンドーナツ                                             | 2023年6月24日1:00 - 2023年7月7日18:00     | ま〜るい地球が四角くなった!? デジボク地球防衛軍 EARTH DEFENSE FORCE: WORLD BROTHERS |
| 65 | 2023年7月28日        | ゆるe～学園 in 美郷町・大仙市                | とことん山 しゅしゅえっとまるしぇ                        | 2023年7月29日0:45 - 2023年8月4日18:00     |                                                                                     |
| 66 | 2023年8月4日         | ゆるe～学園 in 大仙市                        | （なし）                                                 | 2023年8月5日0:45 - 2023年8月11日18:00     | スーパー野田ゲーWORLD                                                               |
| 67 | 2023年8月18日        | 戦いの中に答えがある！                       | 冷やし焼き芋                                             | 2023年8月19日0:44 - 2023年9月1日18:00     | ストリートファイター6                                                               |
| 68 | 2023年8月25日        | ゴイゴイスー！な戦e～!                       | irutoko おとうふババロア                                 | 2023年8月26日0:45 - 2023年9月8日18:00     | ストリートファイター6                                                               |
| 69 | 2023年9月16日        | 泡泡物語2023                                 | アイスキャンディー 各種                                  | 2023年9月16日0:44 - 2023年9月30日18:00    | パズルボブル エブリバブル                                                           |
| 70 | 2023年9月22日        | オール オーケー！                            | 秋田杉の燻製 ミックスナッツ                              | 2023年9月23日0:45 - 2023年10月7日18:00    | パズルボブル エブリバブル                                                           |
| 71 | 2023年10月21日       | 安定志向に伸びしろ無し!                      | 枝豆eサブレ                                              | 2023年10月21日0:44 - 2023年11月3日18:00   | スーパーボンバーマン R2                                                             |
| 72 | 2023年10月28日7      | おばたのお兄さんは三男                       | 桃とコーヒーのジャム うめマス                            | 2023年10月28日0:45 - 2023年10月10日18:00  | スーパーボンバーマン R2                                                             |
| 73 | 2023年11月17日       | ゆるe〜学園 × OUT（勝手に）                  | シフォンケーキ                                           | 2023年11月18日0:44 - 2023年12月1日18:00   | カービィのグルメフェス                                                              |
| 74 | 2023年11月24日       | なにかっつーとはらやられるな                 | おもちパイ                                               | 2023年11月25日 0:45 - 2023年12月8日18:00  | カービィのグルメフェス                                                              |
| 75 | 2023年12月15日       | ゆるe～学園 in 秋田市 （秋田市大森山動物園） | 肉バル NORICHANG                                         | 2023年12月16日0:45 - 2023年12月29日18:00  |                                                                                     |
| 76 | 2023年12月23日15:30  | ゆるe〜学園 in 秋田市 “愛”で受験生を応援！   |                                                          | 2023年12月23日16:00 - 2024年1月5日18:00   | PICO PARK                                                                           |
| 77 | 2023年11月20日 16:00 | 待ってろ！世界！                             | Iいぶりがっこチーズジェラート                            | 2024年1月20日16:30 - 2024年2月3日18:00    | 桃太郎電鉄ワールド                                                                  |
| 78 | 2024年1月26日        | 時間が足りない！！                           | ル・デセール                                             | 2024年1月27日0:45 - 2024年2月9日18:00     | 桃太郎電鉄ワールド                                                                  |
| 79 | 2024年2月16日        | っていうか やめよう俺                        | （学園祭情報）                                           | 2024年2月17日0:45 - 2024年3月1日18:00     | ストリートファイター6                                                               |
| 80 | 2024年2月23日        | 番組の面白さより勝利が欲しい                 | カント                                                   | 2024年2月24日0:45 - 2024年3月8日18:00     | ストリートファイター6                                                               |
| 81 | 2024年3月15日        | ゆるe〜学園だメーン                          | フラワーゼリー                                           | 2024年3月16日0:45 - 2024年3月29日18:00    | GANG Beasts                                                                         |
| 82 | 2024年3月22日        | 受け継がれるMAX遺伝子                        |                                                          | 2024年3月23日0:45 - 2024年3月29日18:00    | GANG Beasts                                                                         |

### 第83回 -第106回 （第二シリーズ）
| 回  | 放送日                     | タイトル                                       | 主なロケ先                                 | YouTube配信時間                          | 授業内容                                   | 給食の時間                        |
| --- | -------------------------- | ---------------------------------------------- | ------------------------------------------ | ---------------------------------------- | ------------------------------------------ | --------------------------------- |
| 83  | 2024年4月19日              | 新学期!ゆるe〜１年が始まります                 | ユーランドホテル八橋                       | 2024年4月20日0:45 - 2024年5月3日18:00    | サンバDEアミーゴ:パーティーセントラル      |                                   |
| 84  | 2024年4月26日              | 生たまごぉ〜                                   | ユーランドホテル八橋                       | 2024年4月27日0:45 - 2024年5月10日18:00   | サンバDEアミーゴ:パーティーセントラル      |                                   |
| 85  | 2024年5月17日              | ギャグはしまう                                 | 秋田市民市場                               | 2024年5月18日0:45 - 2024年5月31日18:00   | 魂斗羅オペレーションガルガ                 | わかさぎの佃煮 ホタルイカの素干し |
| 86  | 2024年5月24日              | ブタのおしりを突くバイト                       | 秋田市民市場                               | 2024年5月25日0:45 - 2024年6月7日18:00    | 魂斗羅オペレーションガルガ                 | わかさぎの佃煮 ホタルイカの素干し |
| 87  | 2024年6月21日              | 元気が一番☆                                    | 秋田市通町商店街                           | 2024年6月22日0:45 - 2024年7月5日18:00    | 釣りスピリッツ 釣って遊べる水族館          |                                   |
| 88  | 2024年6月28日              | ゆる‐1グランプリ 2024                          | 秋田朝日放送 玄関                          | 2024年6月29日0:45 - 2024年7月12日18:00   | 釣りスピリッツ 釣って遊べる水族館          |                                   |
| 89  | 2024年7月19日              | ゆるe～学園 in 横手市                          | あつあつ亭 かまくら館                      | 2024年7月20日0:45 - 2024年8月2日18:00    | stikbold ドッチボールアドベンチャー!DELUXE | 横手焼きそば、広島風お好み焼き    |
| 90  | 2024年7月26日              | ためになったね〜。ためになったよぉ〜。         | 秋田県立横手高等学校                       | 2024年7月27日0:45 - 2024年8月9日18:00    | stikbold ドッチボールアドベンチャー!DELUXE |                                   |
| 91  | 2024年8月19日              | ゆるe～学園 in 仙北市                          | （STAND UP TAZAWAKO、仙北市文化会館）      | 2024年8月17日01:15 - 2024年8月30日18:00  | Fit Boxing2-リズム&エクササイズ-           |                                   |
| 92  | 2024年8月23日>             | キッズ抱えてフィットネス！                     | 仙北市民会館 タザワコサウナ                | 2024年8月24日1:15 - 2024年9月6日18:00    | Fit Boxing2-リズム&エクササイズ-           |                                   |
| 93  | 2024年9月20日              | 生グソからこんにちは                           | 広栄堂（秋田市）                           | 2024年9月21日0:45 - 2024年10月5日18:00   | パーティーアニマルズ                       |                                   |
| 94  | 2024年9月27日              | 伏線回収                                       | チャンティカ                               | 2024年9月28日0:45 - 2024年10月11日18:00  | パーティーアニマルズ                       |                                   |
| 95  | 2024年10月18日             | もうええでしょう                               | 川反ルーフショップ 肉広場 イオンモール秋田 | 2024年10月19日0:45 - 2024年11月1日18:00  | ウルトラマンカードゲーム                   |                                   |
| 96  | 2024年10月26日             | カブトムシの雌                                 | 土崎みなと会館                             | 2024年10月26日0:45 - 2024年11月8日18:00  | ウルトラマンカードゲーム                   |                                   |
| 97  | 2024年11月15日             | スーパーミラクルショット                       | Bordgame cafe CLOCKWISE 秋田大学           | 2024年11月16日0:45 - 2024年11月30日18:00 | Survival Quiz CITY（おまつり編）           |                                   |
| 98  | 2024年11月22日             | 雑学王                                         | 秋田大学 とっぴん舎                        | 2024年11月23日0:45 - 2024年12月6日18:00  | Survival Quiz CITY（おまつり編）           |                                   |
| 99  | 2024年12月20日             | 修学旅行 in 東京お台場                         | アクアシティお台場 ニンジャ☆パークお台場店 | 2024年12月21日0:45 - 2025年1月3日18:00   | パールクール                               |                                   |
| 100 | 2024年12月28日 16:00-16:30 | みなさんのおかげです                           | アクアシティお台場 ニンジャ☆パークお台場店 | 2024年12月28日16:30 - 2025年1月10日18:00 | パールクール                               |                                   |
| 101 | 2025年1月24日              | 総集編 〜歴史は浅いが、思い出は深いSP 第一夜〜 |                                            | 2025年1月25日1:00〜2025年2月7日18:00     |                                            |                                   |
| 102 | 2025年1月31日              | 総集編〜歴史は浅いが思い出は深いSP〜―第2夜-    |                                            | 2025年2月1日0:45 - 2025年2月14日18:00    |                                            |                                   |
| 103 | 2025年2月21日              | チャンポンとコーヒーで暖を取る                 | 万松(潟上市） 秋田県立大学                 | 2025年2月22日0:45 - 2025年3月7日18:00    | Ultimate Chicken Horse                     |                                   |
| 104 | 2025年2月28日              | 日本の作物の安全を守る!!                       | 万松(潟上市） 秋田県立大学                 | 2025年3月1日0:45 - 2025年3月14日 18:00   | Ultimate Chicken Horse                     |                                   |
| 105 | 2025年3月21日              | イッツ・マイ・ライフ                           | 秋田県立大学 佐藤食品㈱（106回）           | 2025年3月22日0:45 - 2025年4月4日18:00    | スーパースポーツマッチェン                 |                                   |
| 106 | 2025年3月28日              | 佃煮に心奪われる                               | 秋田県立大学 佐藤食品㈱（106回）           | 2025年3月29日0:45 - 2025年4月11日 18:00  | スーパースポーツマッチェン                 |                                   |

### 第107回‐（第三シリーズ）
| 回  | 放送日        | タイトル               | 主なロケ先                | YouTube配信時間                          | 授業内容                        | 備考 |
| --- | ------------- | ---------------------- | ------------------------- | ---------------------------------------- | ------------------------------- | ---- |
| 107 | 2025年4月19日 | 新旧嫌われ芸人が行く   | 井戸端サウナ （東成瀬村） | 2025年4月19日16:45 - 2025年5月2日18:00   | Lovers:みんなですすめ！宇宙の旅 |      |
| 108 | 2025年4月25日 |                        | 井戸端サウナ （東成瀬村） | 2025年4月25日16：45 - 2025年5月9日18:00  | Lovers:みんなですすめ！宇宙の旅 |      |
| 109 | 2025年5月24日 | 我々はガスコンロ派です | 秋田朝日放送本社会議室    | 2025年5月23日17：00 - 2025年6月6日18:00  | Unrailed                        |      |
| 110 | 2025年5月31日 | だし巻きハラスメント   | 秋田朝日放送本社会議室    | 2025年5月31日 17:00 - 2025年6月13日18:00 | Unrailed                        |      |
| 111 | 2025年6月21日 | 珍肉BBQ                | 肉広場                    | 2025年6月21日16:00 - 2025年7月5日18：00  | モンスターハンターワイルズ      |      |
| 112 | 2025年6月28日 | 肉を焼く＝生きること   | 肉広場                    | 2025年6月28日 17:00 - 2025年7月12日18:00 | モンスターハンターワイルズ      |      |
| 113 | 2025年7月21日 | 塩が一番               | 肉広場                    | 2025年7月26日16:00 - 2025年8月8日18：00  | モンスターハンターワイルズ      |      |
| 114 | 2025年8月2日  | ゆる～くない夏         | 肉広場                    | 2025年8月2日 16:00 - 2025年8月15日18:00  | モンスターハンターワイルズ      |      |
| 115 | 2025年8月16日 | 釣り王に俺はなる！     | 藤倉釣り堀センター        | 2025年8月16日16:00 - 2025年8月30日18：00 | モンスターハンターワイルズ      |      |

## テーマソング
Let's GAME!! （佐々木李子）
2023年4月放送分（＃59から＃82）
＃57ではレコーディングをし、第2回ゆるe～学園祭（2023年3月26日 13：00 - 15：00）において発表された。

## スタッフ
社名が書いていないものに関しては、映像制作会社所属
- 企画：小川 洋平（秋田朝日放送）
- カメラ：鷹觜 浩司、浅沼 淳二、小野寺亨、工藤実徳→田中俊彦、小野寺亨→吉田淳、鷹觜浩司
- 音声：太田 敏幸→吉田淳→工藤実徳→内田陽
- ゲームアドバイザー れもん（秋田ライジングウォーズ）、根本圭子
- ディレクター：山崎育宏（秋田朝日放送）、阿部 元、半野洋光、平塚広大（秋田朝日放送）→藤原健太郎、大友竜之介
- プロデューサー：佐藤 宣明（秋田朝日放送）→綿引光隆（秋田朝日放送）→山崎育史（秋田朝日放送）
- 協力：秋田県eスポーツ連合 （AeSU）（第84回まで）
- 制作協力：吉本興業、きさくや、NANBU-TECH
- 制作著作：AAB秋田朝日放送